# Подолянка (Польша)
Подолянка (пол. Podolanka) — деревня в Бяльском повете Люблинского воеводства Польши. Входит в состав гмины Тересполь. По данным переписи 2011 года, в деревне проживало 65 человек.
В период с 1975 по 1998 годы деревня входила в состав Бяльскоподляского воеводства.

## География
Деревня расположена на востоке Польши, на расстоянии приблизительно 27 километров к востоку от города Бяла-Подляска, административного центра повета. К востоку от населённого пункта проходит региональная автодорога 816.

## Климат
Климат характеризуется как влажный континентальный с тёплым летом (Dfb  в классификации климатов Кёппена). Среднегодовая температура воздуха составляет 7,4 °C. Средняя температура самого холодного месяца (января) составляет −4,7 °С, самого жаркого месяца (июля) — 18,5 °С. Расчётная многолетняя норма осадков — 526 мм.

## Население
Демографическая структура по состоянию на 31 марта 2011 года:
|         | Всего | До трудоспособного возраста | Трудоспособного возраста | Старше трудоспособного возраста |
| ------- | ----- | --------------------------- | ------------------------ | ------------------------------- |
| Мужчины | 34    | 10                          | 20                       | 4                               |
| Женщины | 31    | 10                          | 12                       | 9                               |
| Всего   | 65    | 20                          | 32                       | 13                              |